# Myrmecia hilli
Myrmecia hilli är en myrart som först beskrevs av Clark 1943.  Myrmecia hilli ingår i släktet bulldoggsmyror, och familjen myror. Inga underarter finns listade i Catalogue of Life.